# The Parkside

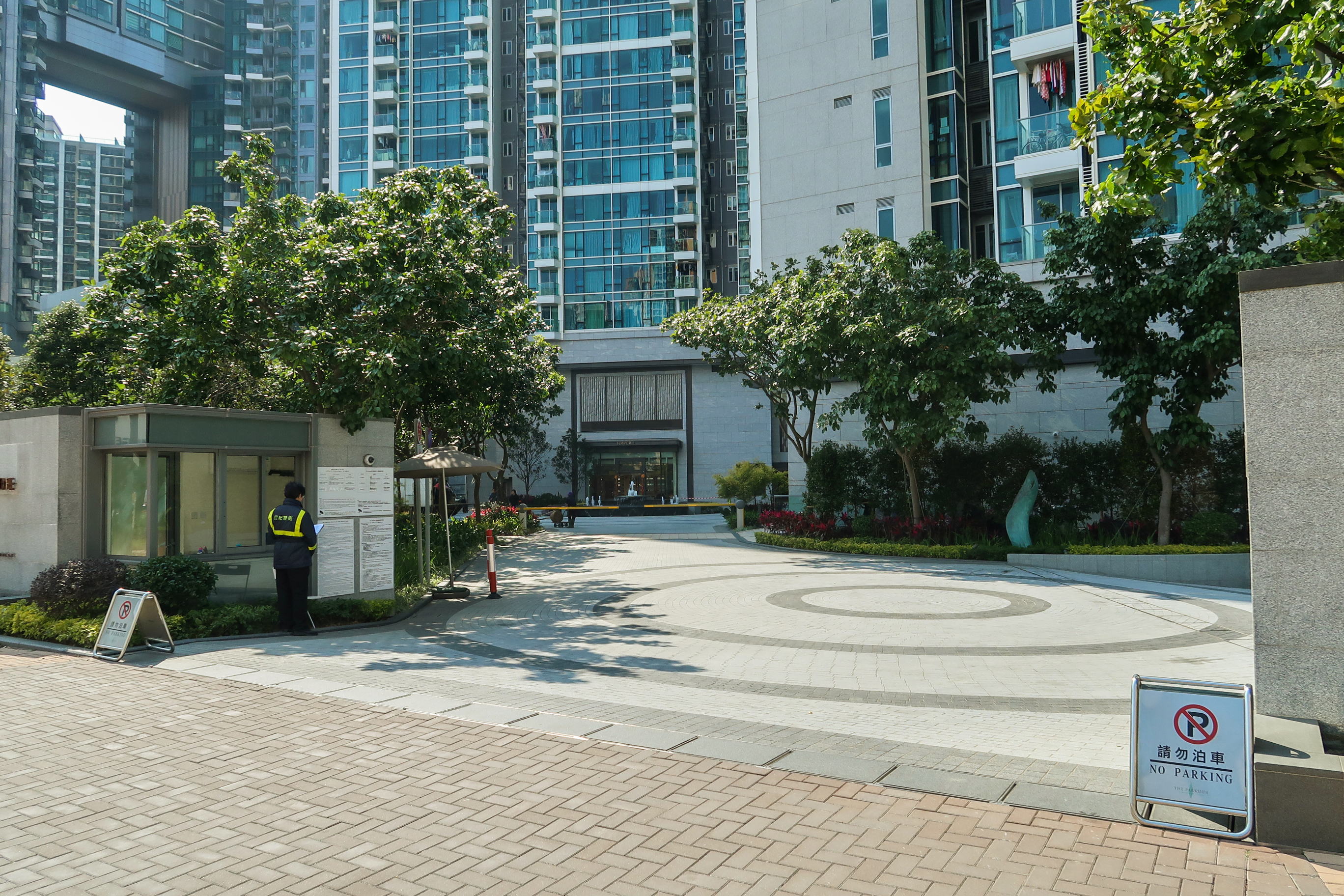
The Parkside 入口

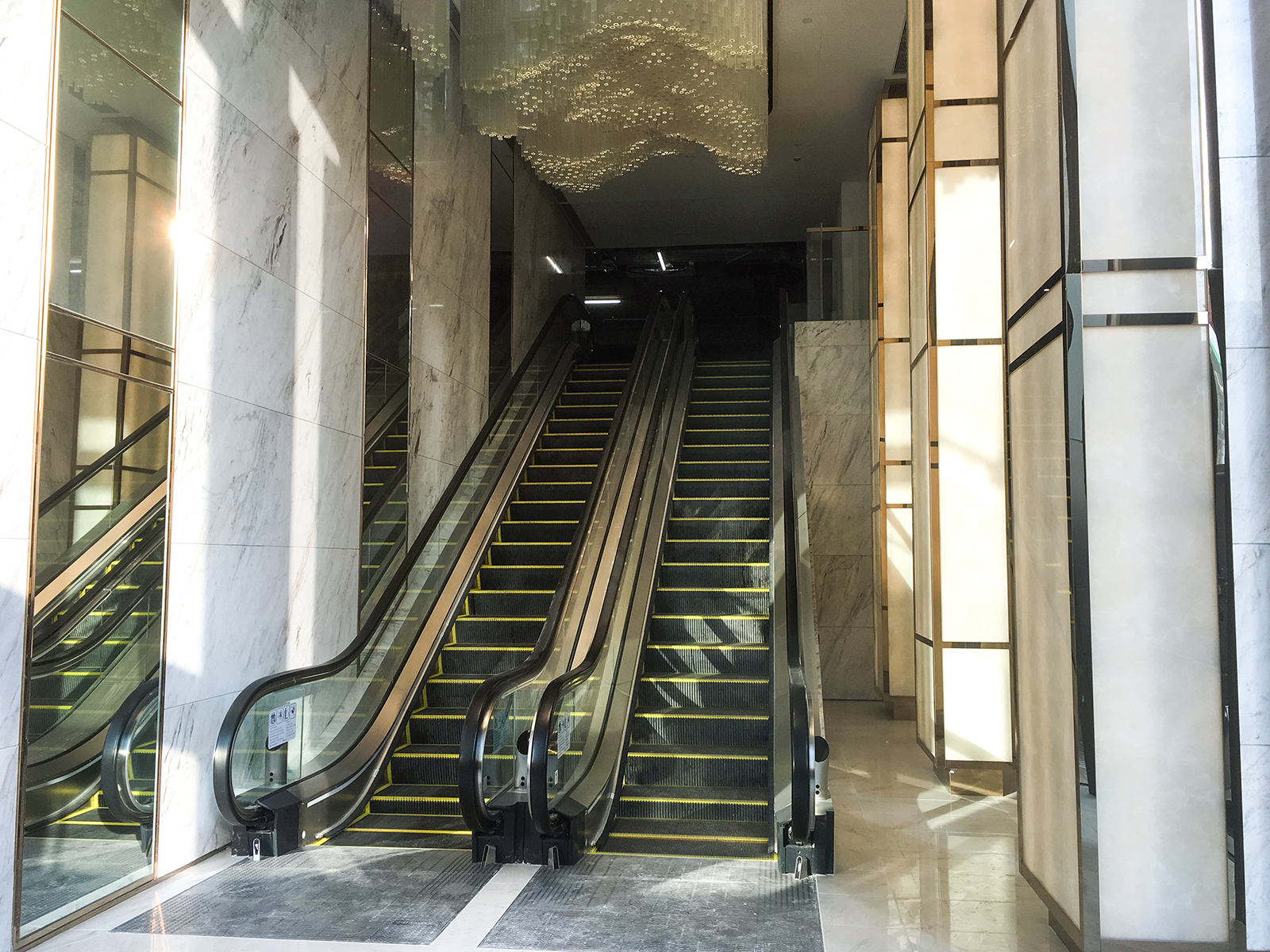
2016年Parkside Mall入口大堂，一樓空置位置在2018年至19年為親子空間。其後入口大堂已經翻新

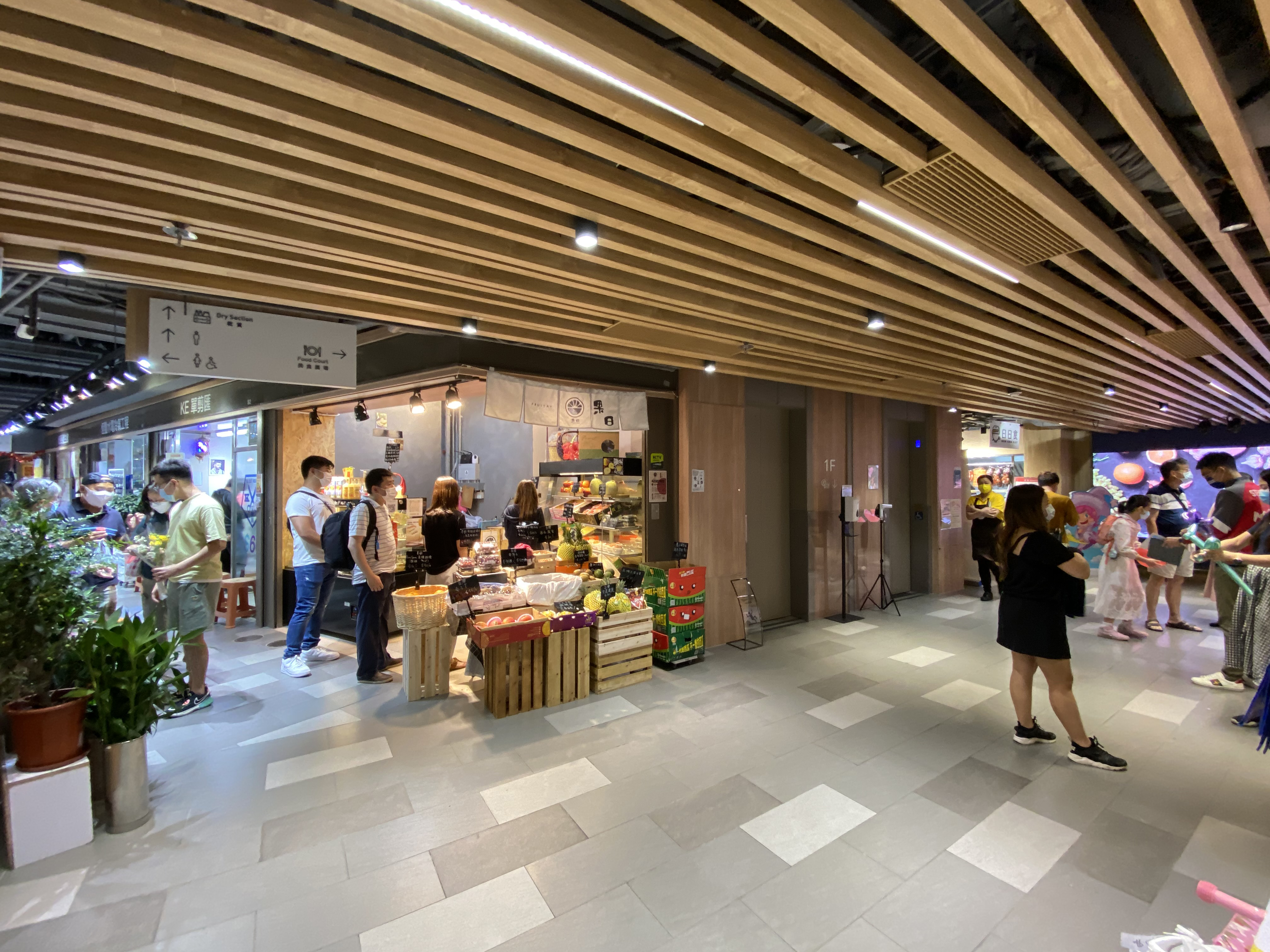
宏安集團購入商場後，將1樓改建為「日日·食良」街市，在2020年1月6日開業

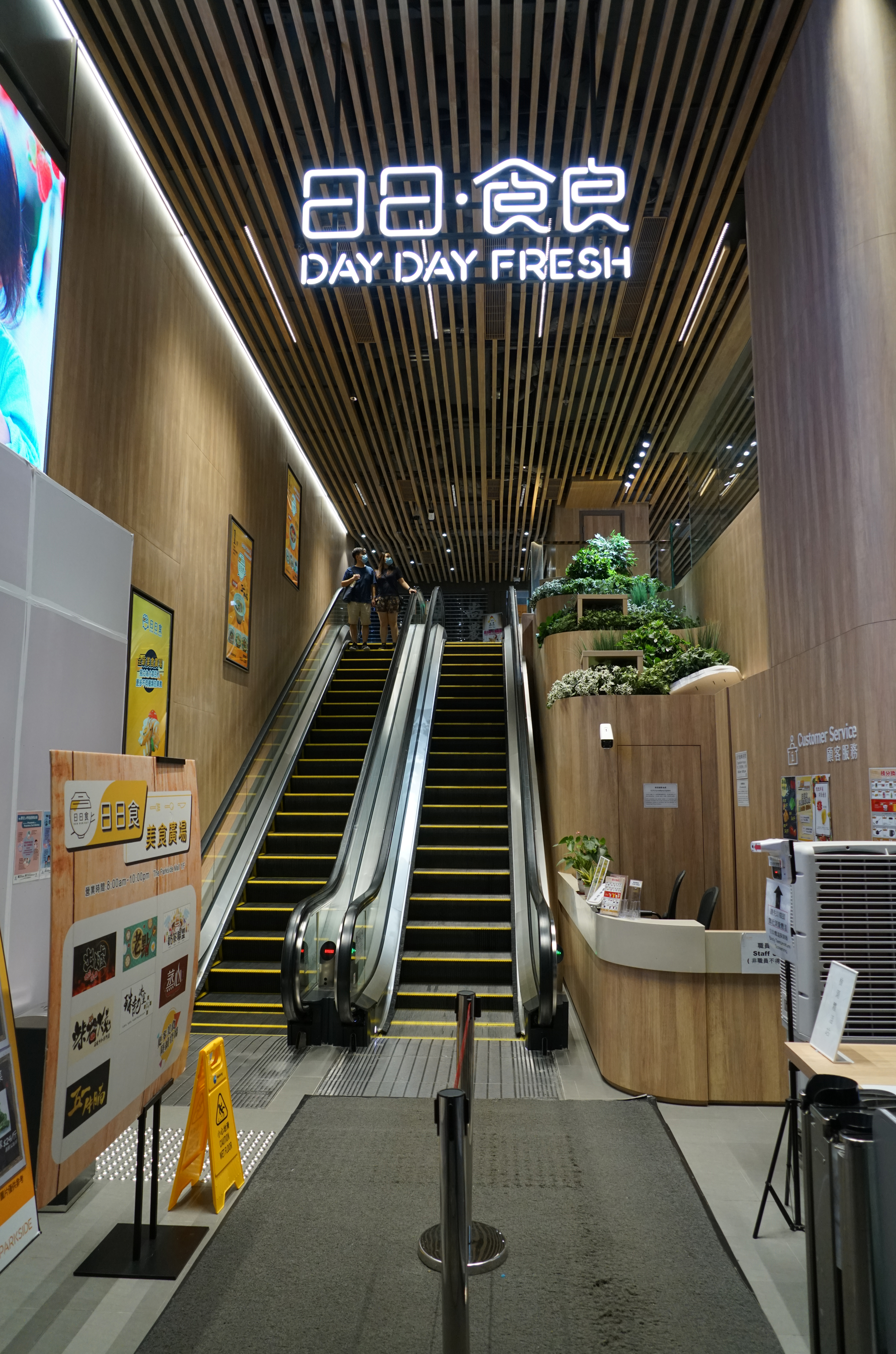
街市入口

The Parkside，位於香港新界將軍澳唐俊街18號，是會德豐集團旗下的私人住宅屋苑。由呂元祥建築師事務所設計，金門建築承建。物業分為3座樓高28層的大廈，共提供591伙單位，於2014年11月開售，在2016年9月落成。管理公司為夏利文物業管理有限公司。展覽廳及示範單位設於尖沙咀港威大廈，首批120個單位的價單，定價由549.2萬元起，實用呎價由12,373元至15,194元。

## 單位
物業表面分為3座樓高28層的大廈，但其中的1、2座可再細分成1、1A、2及2A座，全個項目合共為5座，提供591伙單位。其中1、2房佔逾半數，分別為83伙及225伙，另外3房則設228伙，景觀以內園為主，只有小量4房大單位側望小海。1房戶部分單位設開放式廚房。而單位樓底高度至少有約10.4呎或以上。
物業有13伙屬特色單位，當中包括頂層連天台、連平台單位及複式花園戶，面積1,109至1,570呎，部份更設私人按摩池。
所有樓宇均採用日立提供的升降機。

## 設施
項目地下設有園藝花園。住客會所設於項目的地庫、地下、1樓及2樓，總面積達2.9萬平方呎，設施包括室內外游泳池、健身室、瑜伽室、桑拿室、室內運動場、圖書館、卡拉OK、麻雀室及兒童遊戲區。
地庫設停車場，提供121個車位。

## 商場
項目地下至1樓設商場 The Parkside Place，總面積42,473方呎。2016年1月以5.1億元連商業車位售予印度船王家族成員。同年年尾，以5億元出售6成業權給安祖高頓，改名為 Parkside Mall。商場曾開設札幌拉麵、翠河餐廳、大家樂、地產代理利嘉閣等，而1樓亦曾開設 Campfire Campus和 AFTER 3 at Campfire餐廳，但俱已結業。
2019年4月30日，宏安集團以7.8億購入商場，連同位於地庫樓層之49個停車位及5個電單車停車位，可供出租總面積約為32564平方呎。同年10月，1樓全層 Campfire Campus 結業，業主同時將原有的大堂翻新為木系主題，天花的水晶燈亦消失。翻新後改為「日日·食良」街市，在2020年1月6日開業。而美食廣場「日日食」則於同年6月開業，由觀塘珠記冰室老闆開創
。其美食廣場被網民譽為「全黃food court」和平民飯堂。不過到2020年10月初，負責管理的宏集策劃向經營商博朗專業管理有限公司發出警告信，指該處展示了多張「與准許用途無合理商業關連的標語、文字及海報等物件/物品」，要求博朗必須最遲於10月9日下午5時正前移除所有物件，否則或終止合約。到2021年6月初，美食廣場創辦人在Facebook專頁帖文，指合約無法達到指定的營業金額，只能繼續營業至7月尾，並表示生意一直有跌無升。有街坊直言區內並沒有其他美食廣場選擇。美食廣場在2022年11月30日結業。
而地下原本設有札幌拉麵和大家樂，原址結業後分拆為多間商店，命名為Kids Concept Mall。

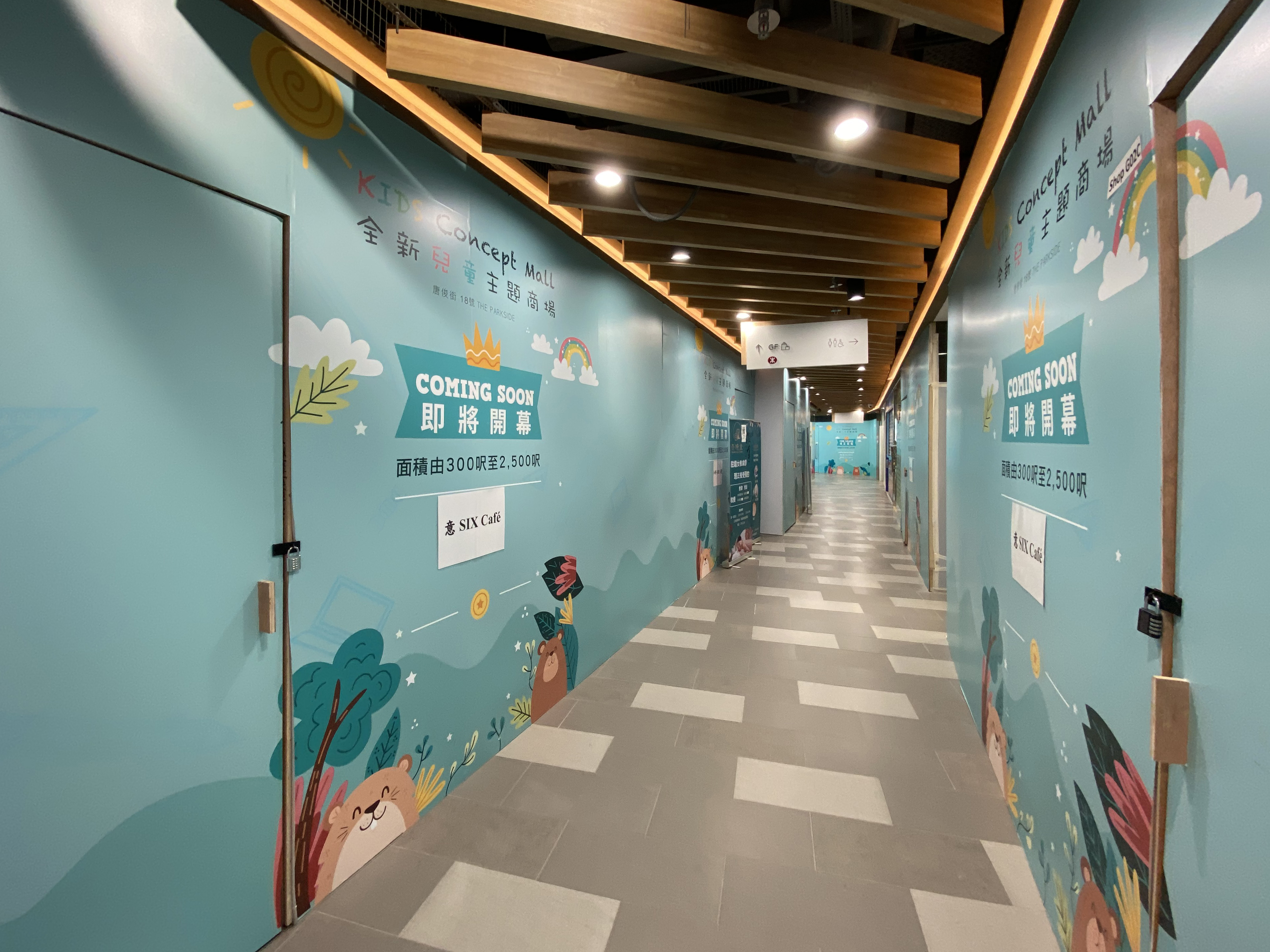
地下餐廳結業後分拆為多間商店，命名為Kids Concept Mall
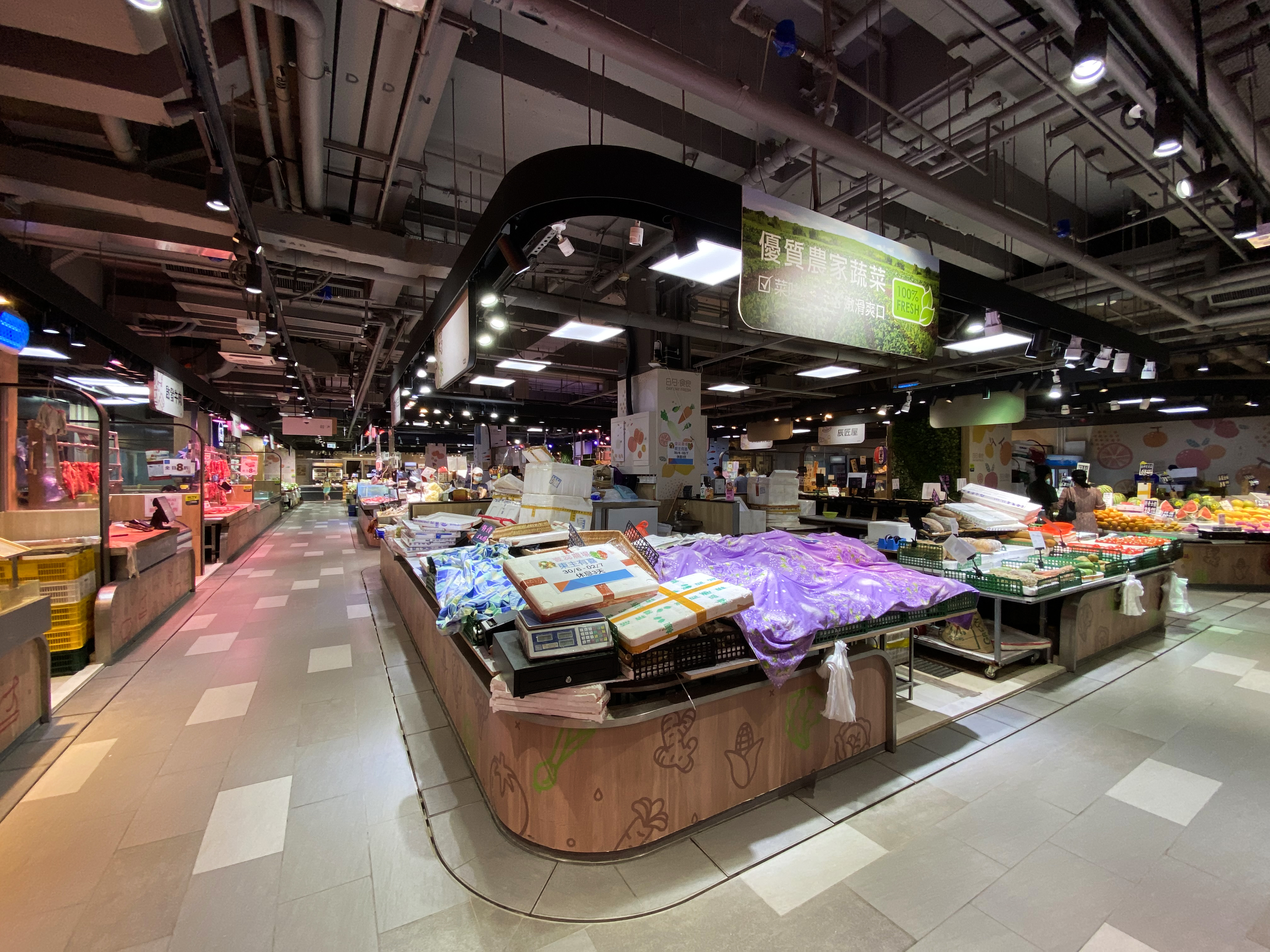
街市魚及菜檔
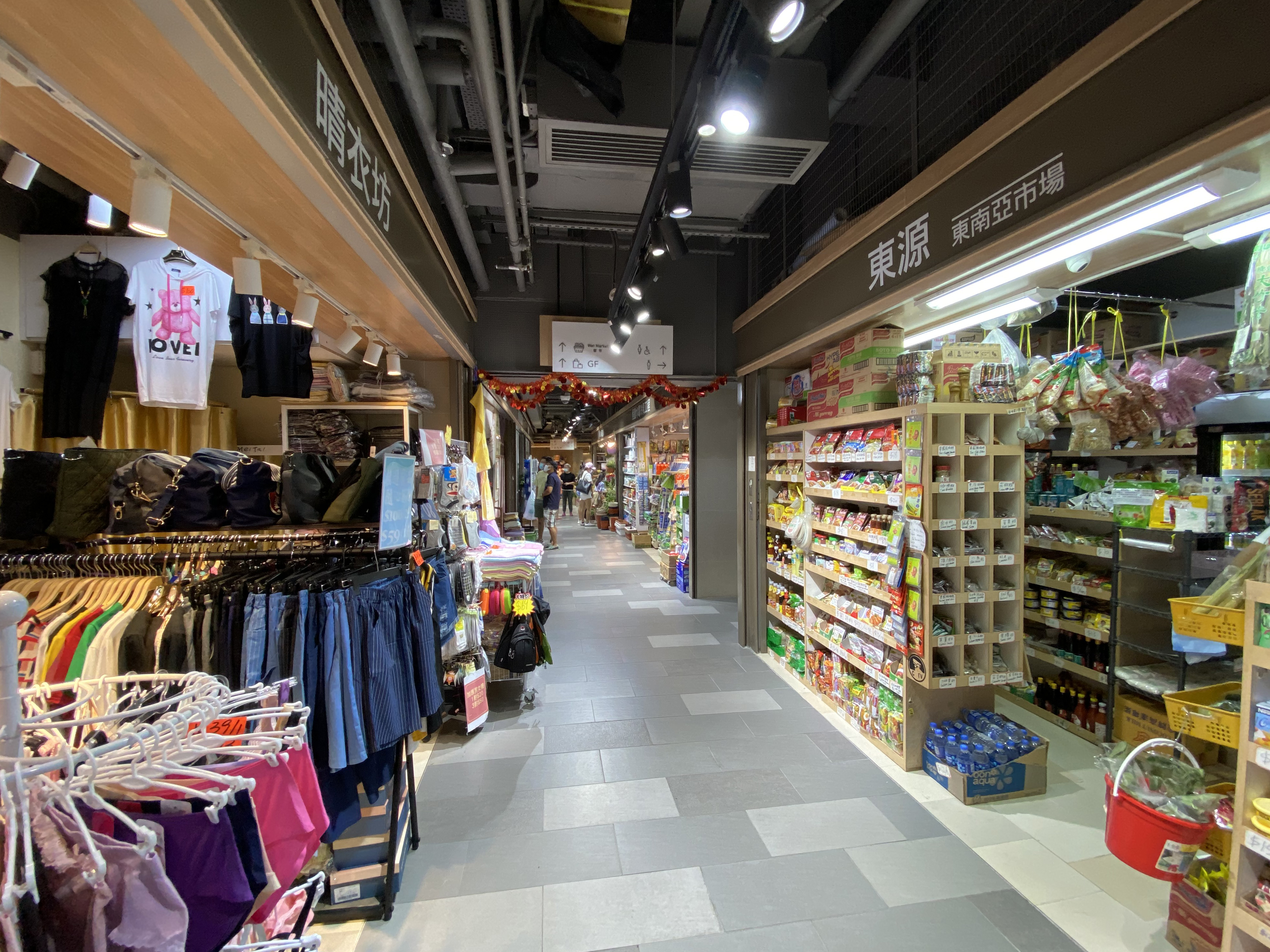
街市乾貨區，設鮮花水族、東南亞食品、單剪理髮及衣服店等
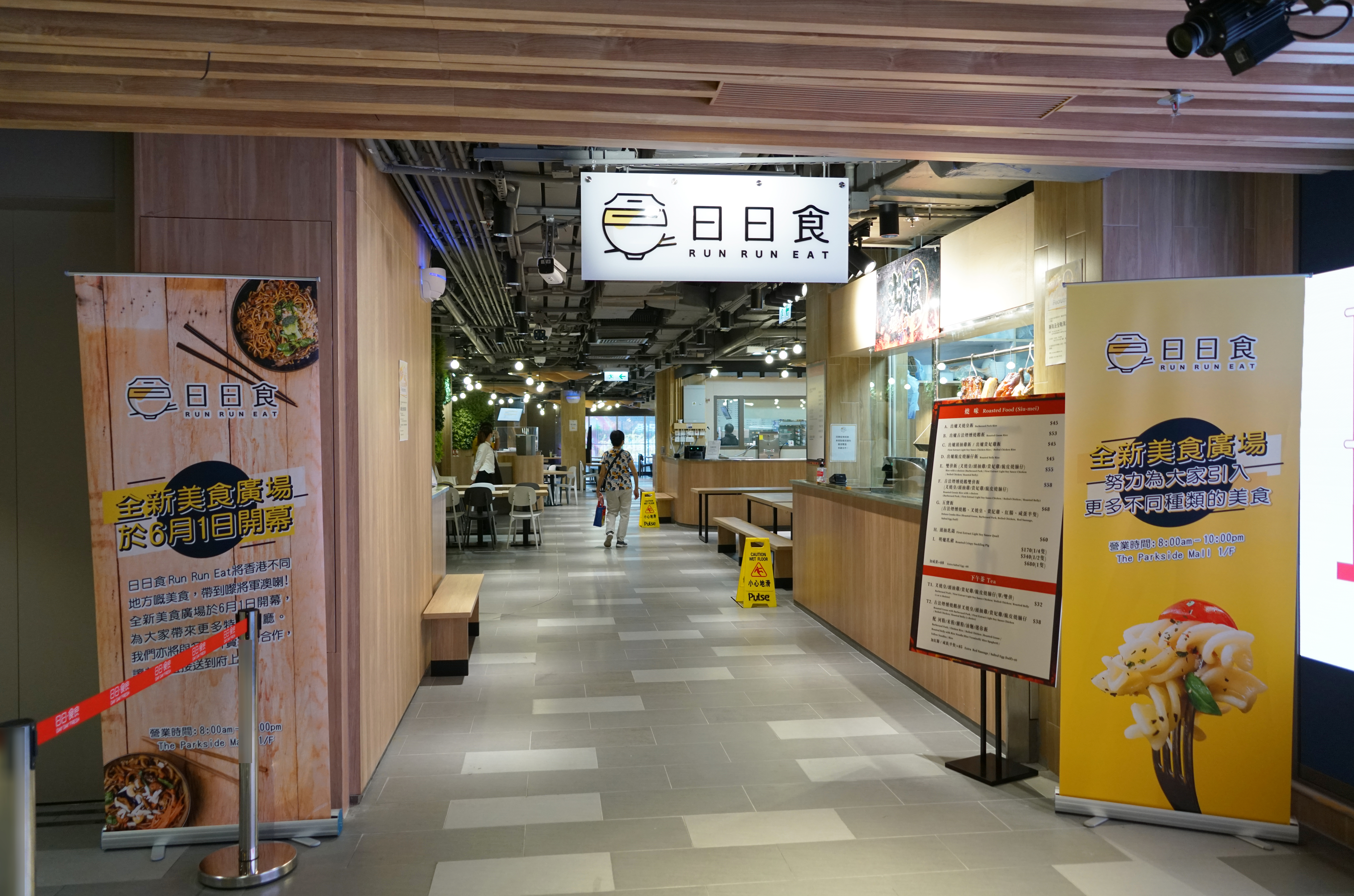
「日日食」美食廣場被人稱為「全黃food court」
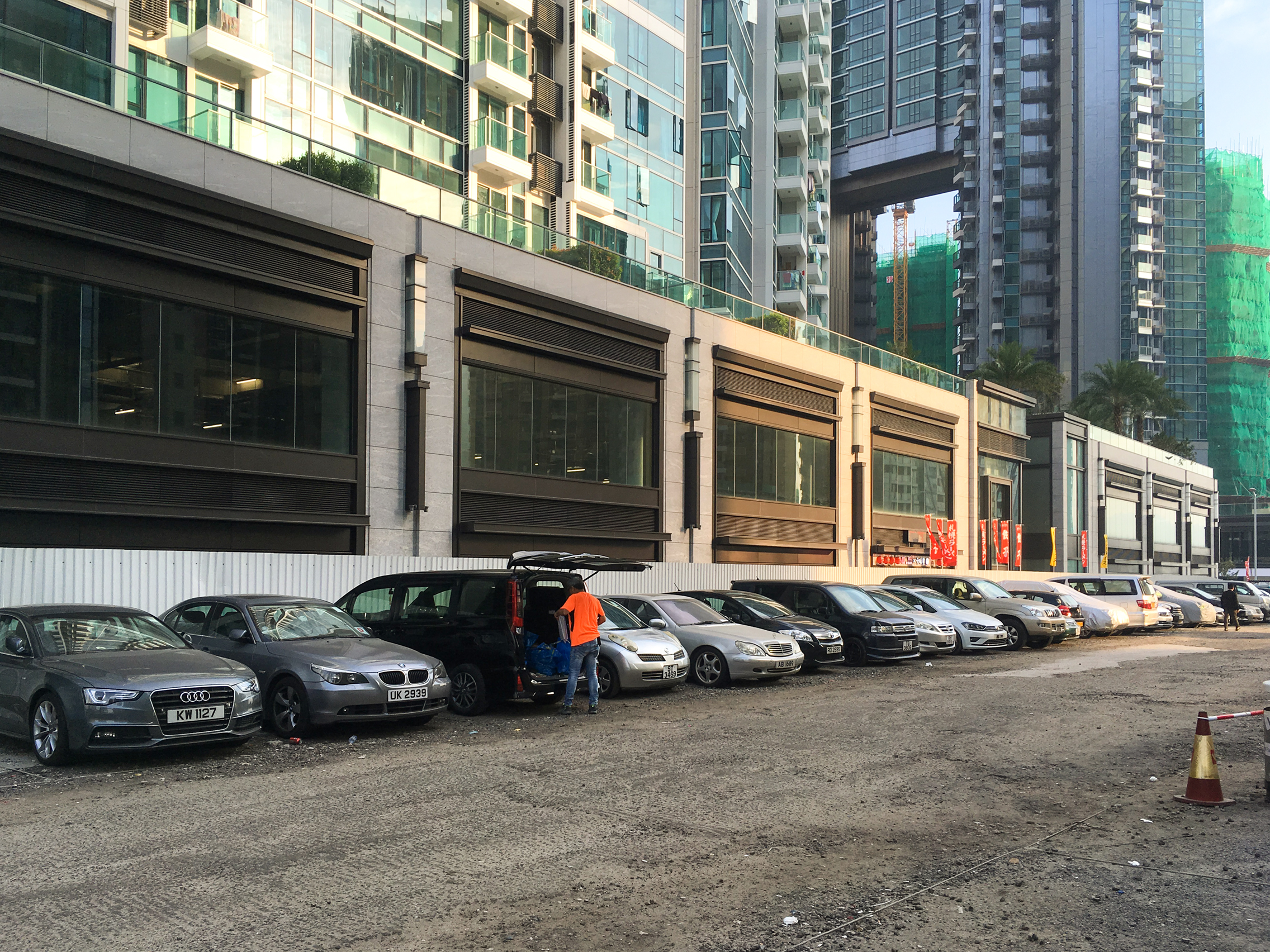
Parkside Mall 被停車場阻隔
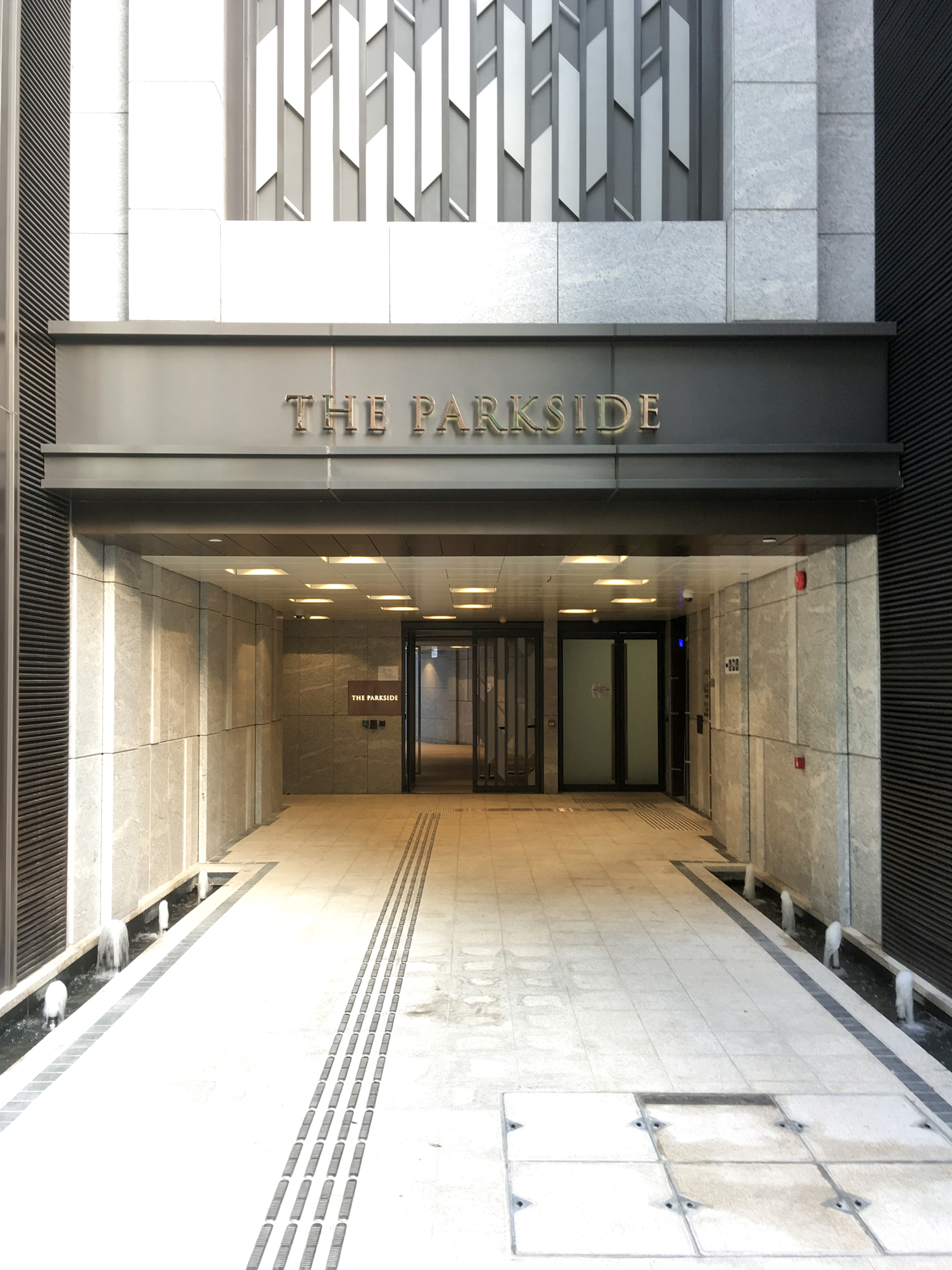
The Parkside 近商場入口

## 宣傳
The Parkside 的廣告宣傳「A Brighter Living」為主題。廣告於日本東京品川及辰巳之森-綠道公園拍攝。

## 會德豐「澳南」項目
1. The Parkside
2. CAPRI
3. Savannah
4. MONTEREY

## 興建圖片

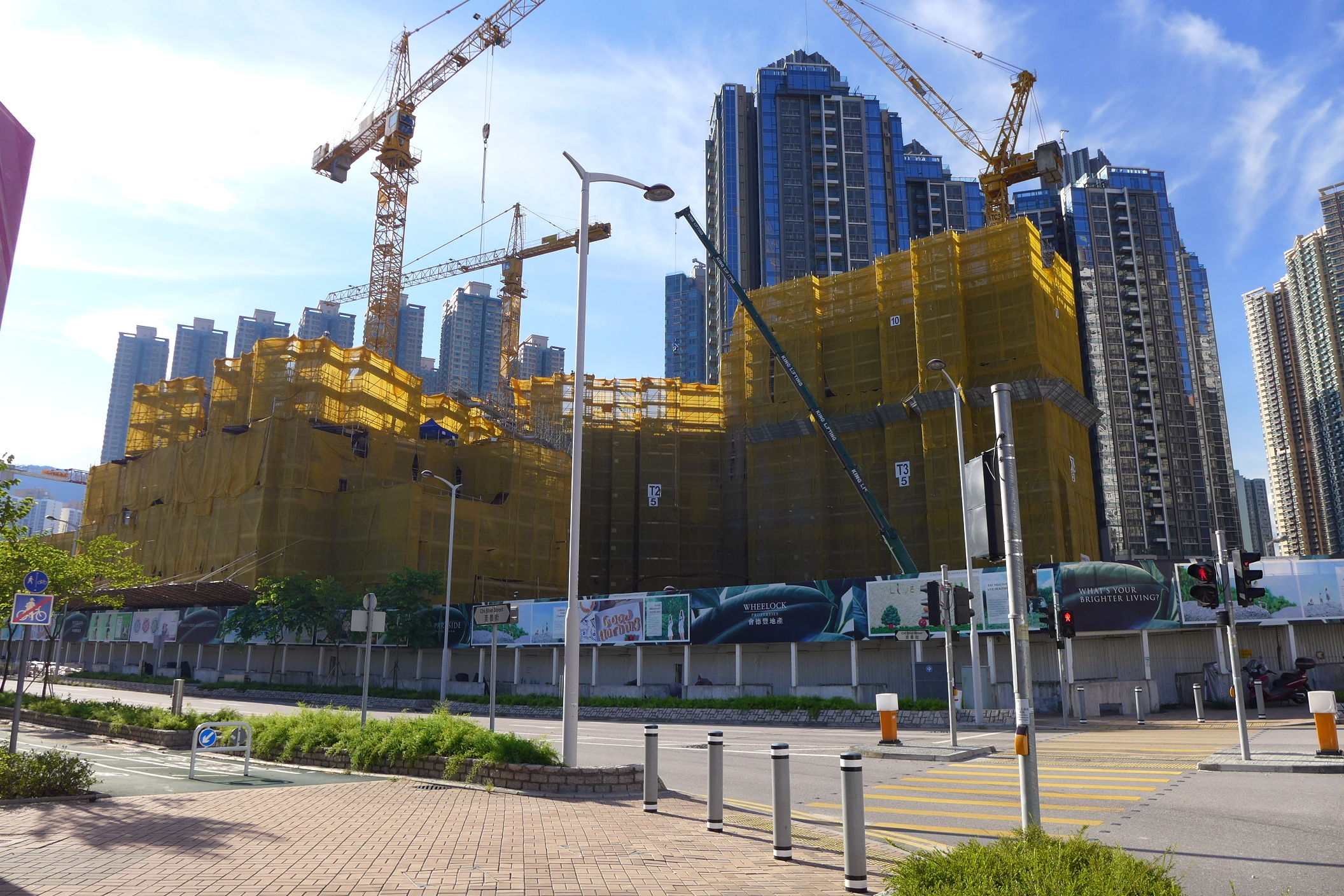
興建中的 The Parkside（2014年8月）
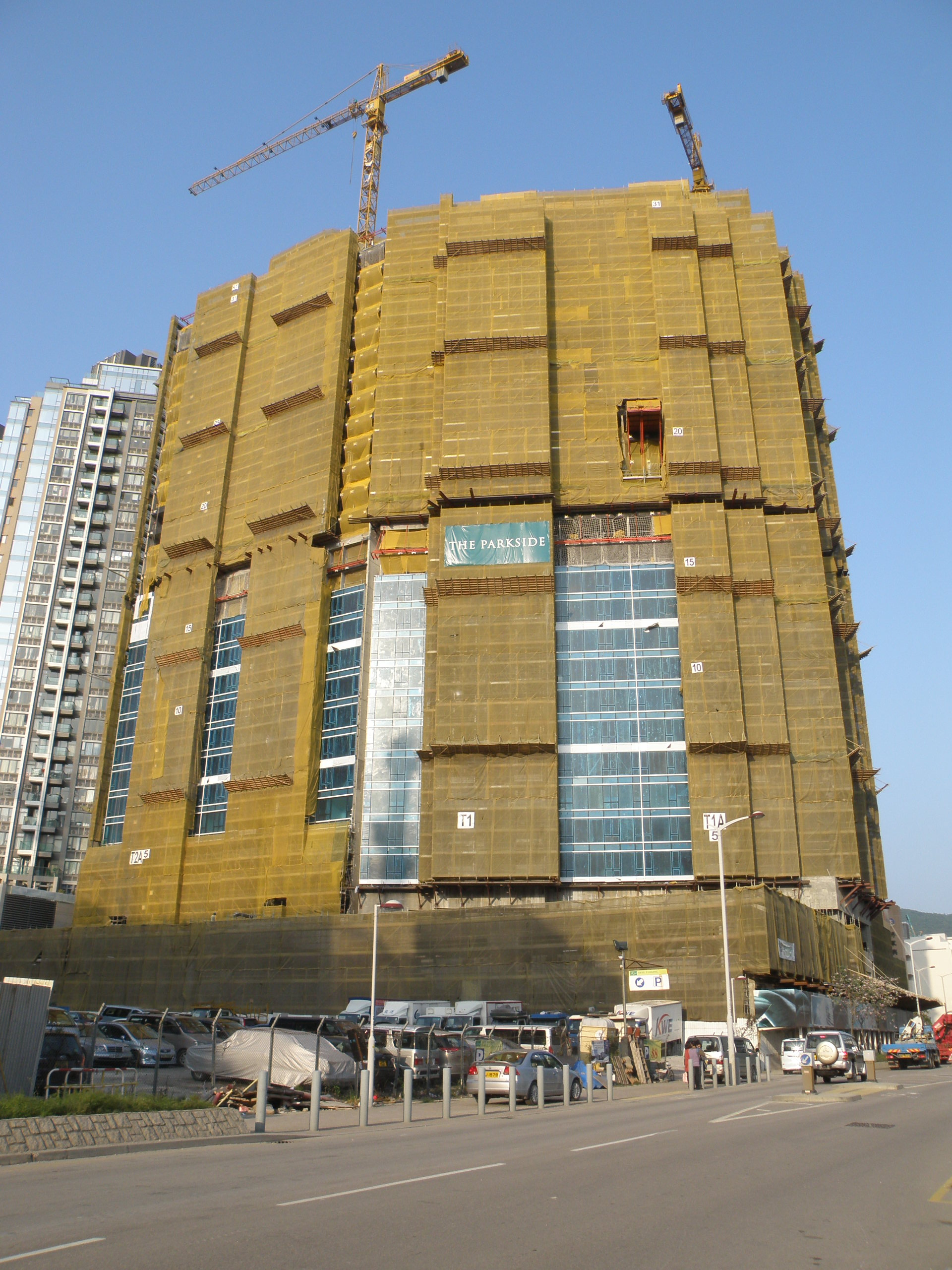
興建中的 The Parkside（2015年3月）
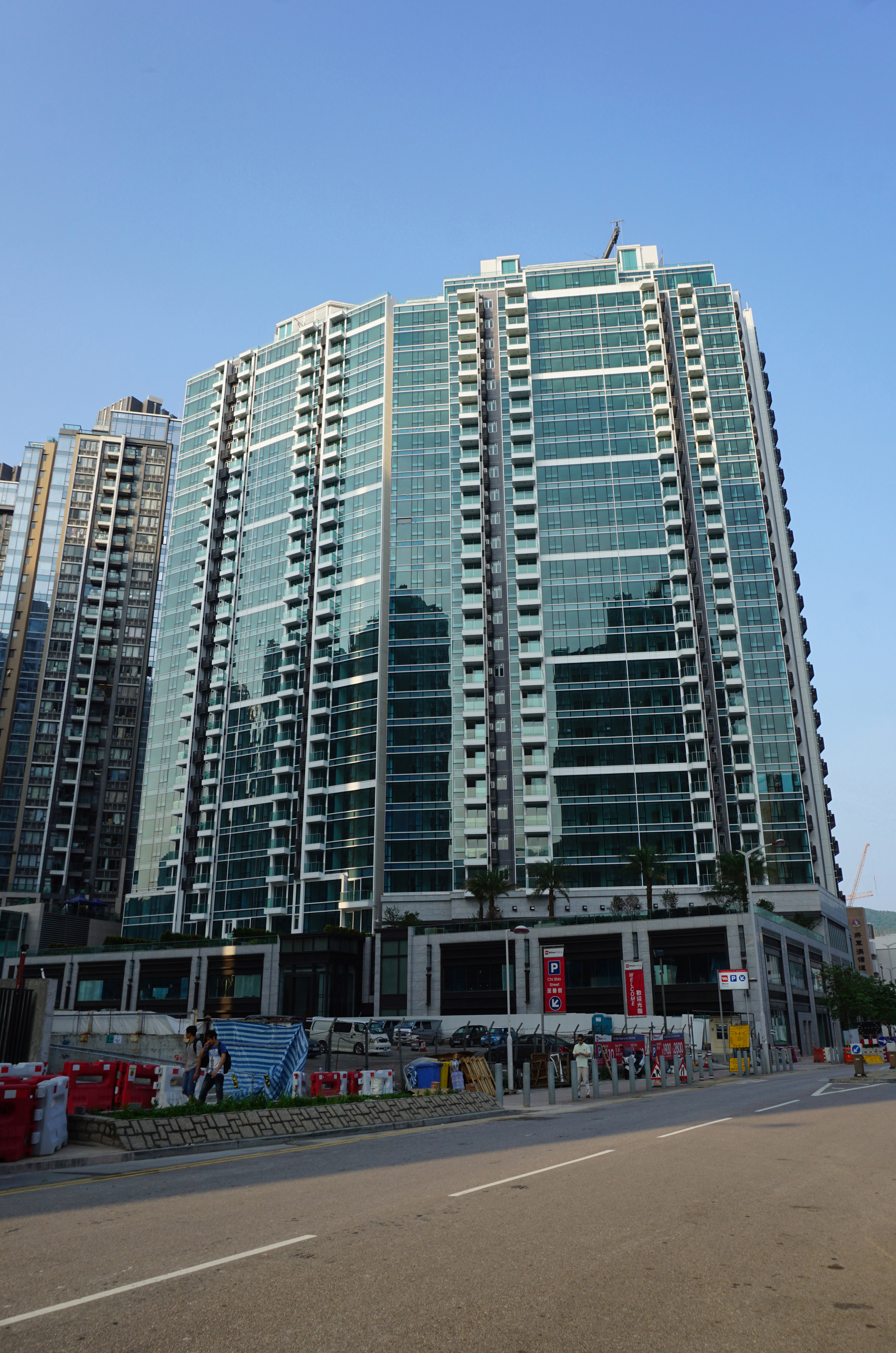
The Parkside 西面（2016年5月）

## 毗鄰
- 中央大道
- 嘉悅
- 天晉II
- 播道書院

## 外部連結
- 官方网站
- 金門建築項目網頁